# A Pequena Sereia (filme de 2018)
The Little Mermaid (prt/bra: A Pequena Sereia) é um filme live-action americano baseado no clássico  conto homônimo de Hans Christian Andersen.

## Elenco
- William Moseley como Cam Harrison
- Poppy Drayton como Elizabeth, A Sereia
- Loreto Peralta como Elle
- Shirley MacLaine como Eloise
- Armando Gutierrez como Locke

## Produção
O filme foi originalmente intitulado A Little Mermaid. As filmagens ocorreram em Savannah (Geórgia) em 2016.

## Divulgação e lançamento
Um canal do YouTube para o filme foi criado em 9 de março de 2017 com o primeiro trailer publicado no mesmo dia. Um novo trailer foi publicado no canal em 9 de maio de 2018. Em julho, os dois vídeos juntos já somavam mais de 30 milhões de visualizações.
Foi lançado em Portugal pelo Cinemas NOS dia 2 de agosto de 2018. Dia 17 de agosto, estreou nos cinemas americanos exclusivamente pela AMC Theatres.
Foi lançado no Brasil dia 1 de dezembro de 2018 pela Netflix.